# Королевство Эллеоры
Королевство Эллеоры (англ. Kingdom of Elleore) — виртуальное государство, расположенное на острове Эллеоре во Роскилле-фьорде, к северу от Роскилле на датском острове Зеландия.

## География и демография
Площадь острова оценивается примерно в 15 000 квадратных метров (3,7 акра). В Эллеоре нет людей, за исключением ежегодного собрания, на которое собираются десятки его «граждан», известного как «Elleuge». В это время происходит торжественное возведение на престол правящего монарха. Предполагаемая столица — палаточный городок Маглелиль, возводимый только для недельного проживания.